# Sielsowiet Obuchowo
Sielsowiet Obuchowo (biał. Абухаўскі сельсавет, ros. Обуховский сельсовет) – sielsowiet na Białorusi, w obwodzie grodzieńskim, w rejonie grodzieńskim.

## Miejscowości
- agromiasteczko:
  - Obuchowo
- wsie:
  - Aleksandrowo
  - Birulicze
  - Budowla
  - Huszczyce
  - Jurewicze
  - Komotowo
  - Kotra
  - Kurpiki
  - Łaszewicze
  - Masztalery
  - Michałów
  - Migowo
  - Nowosiółki
  - Obuchowicze
  - Ogrodniki
  - Pławy
  - Pużycze
  - Rokicie
  - Sawalówka
  - Sieluki
  - Strupin
  - Zagórce
- chutor:
  - Marianówka